# Minuartia rupestris
Minuartia rupestris là loài thực vật có hoa thuộc họ Cẩm chướng. Loài này được (Scop.) Schinz & Thell. mô tả khoa học đầu tiên năm 1907.